# Sierpień
Sierpień – ósmy miesiąc w roku, według kalendarza gregoriańskiego ma 31 dni.

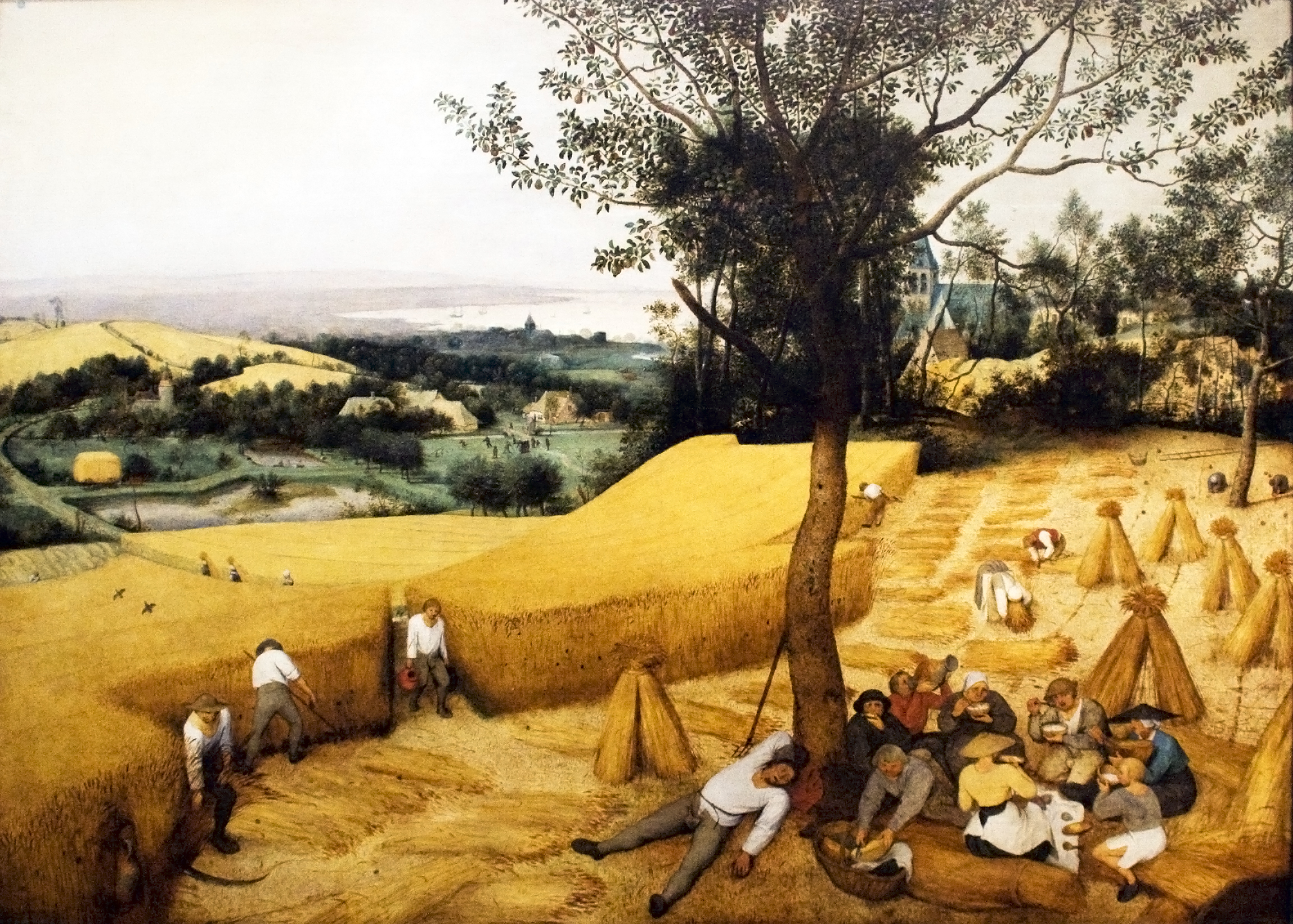
Żniwa, obraz pędzla Pietera Bruegela, 1565

Sierpień jest miesiącem letnim na półkuli północnej, a zimowym na południowej. Nazwa miesiąca (według Brücknera; dawniej sirzpień) pochodzi od używanego w żniwach sierpa (por. cz. srpen, ukr. серпень / serpeń; chorw. srpanj lipiec). Inna nazwa to stojączka czy stojaczka. Łacińska nazwa Augustus (zobacz: kalendarz rzymski), zapożyczona przez większość języków europejskich, nadana została na cześć cesarza Oktawiana Augusta; przedtem miesiąc ten (początkowo 6. w kalendarzu) nazywał się Sextilis.